# Asterella pappii
Asterella pappii là một loài rêu trong họ Aytoniaceae. Loài này được Gola Grolle mô tả khoa học đầu tiên năm 1976.